# گئورگی چوکالوف
گئورگی چوکالوف (بلغاری: Георги Чукалов؛ زادهٔ ۲۵ فوریهٔ ۱۹۹۸) بازیکن فوتبال اهل بلغارستان است.